# Aphelinus meridionalis
Aphelinus meridionalis är en stekelart som beskrevs av Kalina 1977. Aphelinus meridionalis ingår i släktet Aphelinus och familjen växtlussteklar. Inga underarter finns listade i Catalogue of Life.